# La Concentration de la marche héroïque
Ne doit pas être confondu avec Shurangama Sutra.
La Concentration de la marche héroïque (Śūraṃgama-samādhi-sūtra) est une étude et traduction du Śūraṅgama Samādhi Sūtra (en) par l'indianiste Étienne Lamotte. L'ouvrage a été publié en 1965 par l'Institut belge des hautes études chinoises.

## Le livre
L'ouvrage commence par une introduction en deux chapitres, le premier portant sur le texte du sûtra, aux personnages qui apparaissent dans l'ouvrage, à leur concentration spirituelle, à l'ambiance mystique dans laquelle ils baignent, ainsi qu'aux sources anciennes du sûtra; le deuxième chapitre donne l'historique des versions chinoises et la biographie des traducteurs.
Le texte retenu pour la traduction est la version de Kumārajīva, qui a traduit le sûtra du sanskrit en chinois (le texte chinois est reproduit sur dix-sept planches à la fin de l'ouvrage). Les notes qui accompagnent le texte visent à établir une comparaison entre le bouddhisme ancien et les nouvelles doctrines que le sûtra expose.

### Traduction en anglais
Sara Boin-Webb a traduit le livre en anglais, sous le titre Śūraṃgamasamādhisūtra, The Concentration of Heroic Progress: An Early Mahayana Buddhist Scripture. La Pali Text Society avait demandé une traduction anglaise du livre, qui a été achevée avant la mort de Lamotte en 1983. Paul W. Kroll relève cependant que « pour une raison ou une autre, elle n'a jamais été publiée ». Finalement cette traduction a paru chez Curzon Press en 1998, en association avec The Buddhist Society of London.

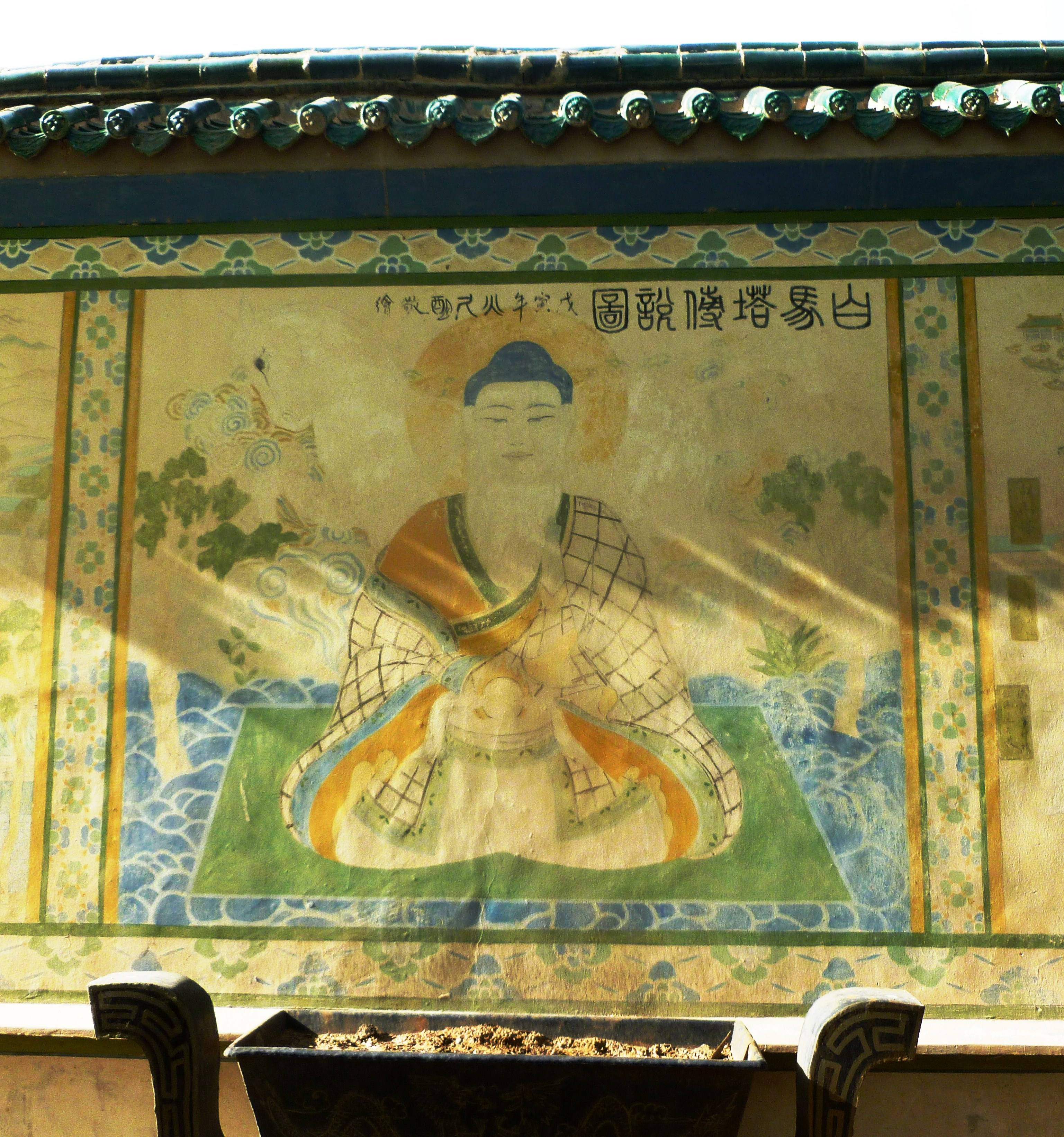
Kumārajīva. Fresque de la Pagode du cheval blanc à Dunhuang

#### Publications
- La Concentration de la Marche héroïque (Śūraṃgamasamādhisūtra)  (trad. et annoté par Étienne Lamotte), Bruxelles, Institut Belge des Hautes Études Chinoises, coll. « Mélanges Chinois et Bouddhiques » (no XIII), 1965, xiii + 308 p.
- (en) Śūraṃgamasamādhisūtra, The Concentration of Heroic Progress: An Early Mahayana Buddhist Scripture  (Tranlated and annotated by Étienne Lamotte. English Translation and Foreword by Sara Boin Webb), Dehli, Motilal Barnasidass Publishers, 2003 (1re éd. 1998, London, Curzon Press), xxviii + 273 (lire en ligne)

#### Comptes-rendus de l'ouvrage de É. Lamotte
- Étienne Lamotte, « La Concentration de la Marche héroïque (Śūraṃgamasamādhisūtra) traduite et annotée par Étienne Lamotte », Bulletin de la Classe des lettres et des sciences morales et politiques, vol. 52,‎ 1966, p. 504-505 (lire en ligne).
- (en) Paul W. Kroll, « Śūraṃgamasamādhisūtra. The Concentration of Heroic Progress: An Early Mahayana Buddhist Scripture (Book Review) », Journal of the American Oriental Society, vol. 121, no 1,‎ 2001, p. 171 (ISSN 0003-0279).
- « Suramgamasamadhisutra. The Concentration of Heroic Progress, an Early Mahayana Buddhist Scripture (Book Review) », Reference & Research Book News, vol. 24, no 1,‎ 2009.

- (en) R. E. Emmerick, « La concentration de la marche héroïque (Śūraṃgamasamādhisūtra) by Étienne Lamotte », The Journal of the Royal Asiatic Society of Great Britain and Ireland, nos 3/4,‎ 1967, p. 167-169 (lire en ligne )
- (en) Jan Willem de Jong (en), « Lamotte, É.: La concentration de la marche héroïque (Suramgamasamadhisutra) trad. et annoté » (Compte rendu de la traduction de Lamotte) Orientalistische Literaturzeitung, Vol. 65, n° 1, p. 72, 1970.  (ISSN 0030-5383)
- Jacques May, « La Concentration de la Marche héroïque (Śūraṃgamasamādhisūtra) », T'oung Pao, vol. 53, nos 1/3,‎ 1967, p. 220 - 229 (lire en ligne )
- (en) J.C. Wright, « La concentration de la marche héroïque (Śūraṃgamasamādhisūtra) », Bulletin of the School of Oriental and African Studies, University of London, vol. 30, no 2,‎ 1967 (DOI 10.1017/S0041977X00062431)